# Sportclub Verl von 1924 2013-2014
Questa voce raccoglie le informazioni riguardanti lo Sportclub Verl von 1924 nelle competizioni ufficiali della stagione 2013-2014.

## Stagione
Nella stagione 2013-2014 il Verl, allenato da Andreas Golombek, concluse il campionato di Regionalliga ovest all'11º posto.

## Rosa
| N. |                     | Ruolo | Calciatore              |
| -- | ------------------- | ----- | ----------------------- |
| 1  | Germania (bandiera) | P     | Arne Kampe              |
| 4  | Germania (bandiera) | D     | Daniel Mikic            |
| 5  | Germania (bandiera) | D     | Guerino Capretti        |
| 6  | Germania (bandiera) | D     | Patryk Plucinski        |
| 6  | Germania (bandiera) | C     | Jannik Schröder         |
| 7  | Germania (bandiera) | C     | Friedrich Bömer-Schulte |
| 8  | Germania (bandiera) | C     | Fabian Großeschallau    |
| 9  | Germania (bandiera) | A     | Simon Engelmann         |
| 10 | Germania (bandiera) | C     | Matthias Haeder         |
| 16 | Germania (bandiera) | C     | Jannik Albert           |
| 17 | Germania (bandiera) | C     | Nico Hecker             |
| 19 | Germania (bandiera) | C     | Philip Semlits          |
| 20 | Germania (bandiera) | C     | Sascha Brinker          |
| 21 | Germania (bandiera) | D     | Mario Bertram           |

| N. |                     | Ruolo | Calciatore       |
| -- | ------------------- | ----- | ---------------- |
| 22 | Germania (bandiera) | P     | Sebastian Lange  |
| 23 | Turchia (bandiera)  | A     | Ismail Budak     |
| 24 | Germania (bandiera) | C     | Marko Martinovic |
| 24 | Germania (bandiera) | A     | Manuel Rasp      |
| 25 | Germania (bandiera) | D     | Marco Kaminski   |
| 25 | Germania (bandiera) | D     | Julian Schmidt   |
| 27 | Germania (bandiera) | C     | Cinar Sansar     |
| 28 | Germania (bandiera) | C     | Robert Mainka    |
| 32 | Germania (bandiera) | P     | Robin Brüseke    |
| 33 | Germania (bandiera) | C     | Anton Safonov    |
|    | Germania (bandiera) | D     | Murat Genc       |
|    | Germania (bandiera) | C     | Sebastian Gaube  |
|    | Germania (bandiera) | A     | Sam Salehi       |

## Organigramma societario
Area tecnica
- Allenatore: Andreas Golombek
- Allenatore in seconda: Carsten Droll, David Odonkor, Andreas Pavkovic
- Preparatore dei portieri: Milenko Gilić
- Preparatori atletici:
- Analisi video:

## Calciomercato

### Sessione estiva
| Acquisti | Acquisti        | Acquisti             | Acquisti |
| R.       | Nome            | da                   | Modalità |
| -------- | --------------- | -------------------- | -------- |
| C        | Jannik Albert   | Verl U19             |          |
| A        | Simon Engelmann | Cloppenburg          |          |
| P        | Sebastian Lange | Paderborn            |          |
| C        | Robert Mainka   | Wuppertal            |          |
| D        | Daniel Mikic    | Arminia Bielefeld II |          |
| C        | Cinar Sansar    | Paderborn U19        |          |
| A        | Giacomo Serrone | Hannover 96 II       |          |

| Cessioni | Cessioni         | Cessioni           | Cessioni |
| R.       | Nome             | a                  | Modalità |
| -------- | ---------------- | ------------------ | -------- |
| A        | Marcel Kunstmann | Osnabrück          |          |
| C        | Tim Manstein     | Wuppertal          |          |
| A        | Manuel Rasp      | Fortuna Colonia    |          |
| D        | Bas Reekers      | Schwarz-Weiß Essen |          |
| A        | Lars Schröder    | Rödinghausen       |          |

### Sessione invernale
| Acquisti | Acquisti | Acquisti | Acquisti |
| R.       | Nome     | da       | Modalità |
| -------- | -------- | -------- | -------- |

| Cessioni | Cessioni        | Cessioni         | Cessioni |
| R.       | Nome            | a                | Modalità |
| -------- | --------------- | ---------------- | -------- |
| A        | Giacomo Serrone | SV Wilhelmshaven |          |

## Risultati

### Regionalliga

#### Girone di andata
| Arbitro: | Schäfer |

|                         |           |  |
| Engelmann 9’ Mainka 22’ | Marcatori |  |

| Arbitro: | Bläser |

|             |           |  |
| Dowidat 79’ | Marcatori |  |

| Arbitro: | Sevinc |

|  |           |           |
|  | Marcatori | 50’ Nowak |

| Arbitro: | Rott |

|                            |           |                                |
| Uzun 6’ (rig.) Alexiou 50’ | Marcatori | 42’, 71’, 85’ (rig.) Engelmann |

| Arbitro: | Kurtes |

|                            |           |  |
| Engelmann 39’ Kaminski 75’ | Marcatori |  |

| Arbitro: | Stegemann |

|                              |           |                                |
| Sarisoy 70’ (rig.) Ersoy 74’ | Marcatori | 5’ Kaminski 73’ (aut.) Brümmer |

| Verl 13 settembre 2013, ore 18:00 CEST 7ª giornata | Verl | 0 – 0 referto | Schalke 04 II | Stadion an der Poststraße (873 spett.)\| Arbitro: \| Hüwe \| |
| Arbitro:                                           | Hüwe |               |               |                                                              |

| Arbitro: | Waschitzki-Günther |

|                                                         |           |               |
| Kessel 17’ Plucinski 27’ (aut.) Aydogmus 56’ Yılmaz 73’ | Marcatori | 16’ Plucinski |

| 24 settembre 2013 9ª giornata |  | – turno di riposo |  |  |

| Arbitro: | Weirich |

|                          |           |            |
| Engelmann 49’ Haeder 65’ | Marcatori | 35’ Jevric |

| Arbitro: | Storks |

|                         |           |  |
| Ban 27’, 87’ Engels 41’ | Marcatori |  |

| Arbitro: | Heien |

|  |           |             |
|  | Marcatori | 38’ Platzek |

| Arbitro: | Siewer |

|           |           |                   |
| Loose 90’ | Marcatori | 44’ Bömer-Schulte |

| Arbitro: | Maibaum |

|                            |           |  |
| Kaminski 45’ Engelmann 49’ | Marcatori |  |

| Arbitro: | Brüggemann |

|                        |           |                                        |
| Kreyer 10’ (rig.), 89’ | Marcatori | 24’ Brinker 44’ Kaminski 77’ Plucinski |

| Arbitro: | Rott |

|               |           |               |
| Engelmann 90’ | Marcatori | 50’ Möllering |

| Arbitro: | Glasmacher |

|            |           |                        |
| Löhden 32’ | Marcatori | 27’, 89’ Großeschallau |

| Arbitro: | Wollenweber |

|                            |           |            |
| Schröder 20’ Engelmann 45’ | Marcatori | 49’ Kaptan |

| Arbitro: | Altgeld |

|  |           |                        |
|  | Marcatori | 6’ Haeder 27’ Kaminski |

#### Girone di ritorno
| Arbitro: | Bläser |

|                                |           |  |
| Mikic 27’ (aut.) Díaz 64’, 90’ | Marcatori |  |

| Arbitro: | Schäfer |

|  |           |                       |
|  | Marcatori | 70’ Opper 90’ Strujić |

| Arbitro: | Steffens |

|                                    |           |  |
| Fleßers 43’ Bauder 65’, 89’ (rig.) | Marcatori |  |

| Arbitro: | Heinrichs |

|            |           |  |
| Haeder 79’ | Marcatori |  |

| Arbitro: | Bandurski |

|  |           |            |
|  | Marcatori | 39’ Mainka |

| Arbitro: | Schäfer |

|                                               |           |  |
| Bömer-Schulte 5’ Mainka 26’ Großeschallau 39’ | Marcatori |  |

| Arbitro: | Sauer |

|                |           |  |
| Schumacher 61’ | Marcatori |  |

| Verl 15 marzo 2014, ore 14:00 CET 27ª giornata | Verl      | 0 – 0 referto | Fortuna Colonia | Stadion an der Poststraße (547 spett.)\| Arbitro: \| Stegemann \| |
| Arbitro:                                       | Stegemann |               |                 |                                                                   |

| 22 marzo 2014 28ª giornata |  | – turno di riposo |  |  |

| Arbitro: | Brüster |

|           |           |             |
| Maier 62’ | Marcatori | 80’ Safonov |

| Arbitro: | Kurtes |

|  |           |                           |
|  | Marcatori | 78’ (rig.) Binder 87’ Ban |

| Arbitro: | Wollenweber |

|                       |           |  |
| Lemke 62’ Platzek 77’ | Marcatori |  |

| Arbitro: | Jolk |

|               |           |          |
| Engelmann 44’ | Marcatori | 74’ Groß |

| Arbitro: | Storks |

|                  |           |            |
| Stang 83’ (rig.) | Marcatori | 34’ Haeder |

| Arbitro: | Hüwe |

|                       |           |  |
| Mainka 49’ Hecker 68’ | Marcatori |  |

| Arbitro: | Maibaum |

|              |           |  |
| Bouadoud 22’ | Marcatori |  |

| Arbitro: | Sevinc |

|  |           |            |
|  | Marcatori | 65’ Candan |

| Arbitro: | Weirich |

|                               |           |            |
| Bednarski 45’ Wassey 52’, 78’ | Marcatori | 28’ Haeder |

| Arbitro: | Kurtes |

|                                              |           |                                      |
| Haeder 3’ Hecker 11’ Engelmann 71’, 88’, 90’ | Marcatori | 23’ Bouhaddouz 30’ Narey 77’ Mühling |

## Statistiche

### Statistiche di squadra
| Competizione       | Punti | In casa | In casa | In casa | In casa | In casa | In casa | In trasferta | In trasferta | In trasferta | In trasferta | In trasferta | In trasferta | Totale | Totale | Totale | Totale | Totale | Totale | DR |
| Competizione       | Punti | G       | V       | N       | P       | Gf      | Gs      | G            | V            | N            | P            | Gf           | Gs           | G      | V      | N      | P      | Gf     | Gs     | DR |
| ------------------ | ----- | ------- | ------- | ------- | ------- | ------- | ------- | ------------ | ------------ | ------------ | ------------ | ------------ | ------------ | ------ | ------ | ------ | ------ | ------ | ------ | -- |
| Regionalliga ovest | 50    | 18      | 9       | 4       | 5       | 23      | 14      | 18           | 5            | 4            | 9            | 18           | 31           | 36     | 14     | 8      | 14     | 41     | 45     | -4 |
| Totale             | 50    | 18      | 9       | 4       | 5       | 23      | 14      | 18           | 5            | 4            | 9            | 18           | 31           | 36     | 14     | 8      | 14     | 41     | 45     | -4 |

### Andamento in campionato
| Giornata  | 1 | 2 | 3  | 4 | 5 | 6 | 7 | 8  | 9  | 10 | 11 | 12 | 13 | 14 | 15 | 16 | 17 | 18 | 19 | 20 | 21 | 22 | 23 | 24 | 25 | 26 | 27 | 28 | 29 | 30 | 31 | 32 | 33 | 34 | 35 | 36 | 37 | 38 |
| --------- | - | - | -- | - | - | - | - | -- | -- | -- | -- | -- | -- | -- | -- | -- | -- | -- | -- | -- | -- | -- | -- | -- | -- | -- | -- | -- | -- | -- | -- | -- | -- | -- | -- | -- | -- | -- |
| Luogo     | C | T | C  | T | C | T | C | T  |    | C  | T  | C  | T  | C  | T  | C  | T  | C  | T  | T  | C  | T  | C  | T  | C  | T  | C  |    | T  | C  | T  | C  | T  | C  | T  | C  | T  | C  |
| Risultato | V | P | P  | V | V | N | N | P  |    | V  | P  | P  | N  | V  | V  | N  | V  | V  | V  | P  | P  | P  | V  | V  | V  | P  | N  |    | N  | P  | P  | N  | N  | V  | P  | P  | P  | V  |
| Posizione | 3 | 9 | 13 | 9 | 6 | 6 | 8 | 10 | 11 | 9  | 10 | 12 | 11 | 10 | 9  | 8  | 8  | 7  | 7  | 7  | 8  | 8  | 8  | 8  | 7  | 7  | 7  | 7  | 9  | 9  | 10 | 10 | 11 | 8  | 8  | 10 | 12 | 11 |

Legenda:

Luogo: C = Casa; T = Trasferta. Risultato: V = Vittoria; N = Pareggio; P = Sconfitta.

### Statistiche dei giocatori
| J. Albert        | 4  | 0  | 0  | 0 |
| M. Bertram       | 25 | 0  | 3  | 1 |
| S. Brinker       | 19 | 1  | 3  | 0 |
| R. Brüseke       | 2  | 0  | 0  | 0 |
| I. Budak         | 1  | 0  | 0  | 0 |
| F. Bömer-Schulte | 28 | 2  | 9  | 1 |
| G. Capretti      | 20 | 0  | 3  | 1 |
| S. Engelmann     | 31 | 13 | 7  | 1 |
| S. Gaube         | 2  | 0  | 0  | 0 |
| M. Genc          | 1  | 0  | 0  | 0 |
| F. Großeschallau | 35 | 3  | 3  | 0 |
| M. Haeder        | 32 | 6  | 5  | 0 |
| N. Hecker        | 27 | 2  | 2  | 0 |
| M. Kaminski      | 34 | 5  | 9  | 1 |
| A. Kampe         | 6  | 0  | 0  | 0 |
| S. Lange         | 28 | 0  | 1  | 0 |
| R. Mainka        | 29 | 4  | 3  | 0 |
| M. Martinovic    | 5  | 0  | 0  | 0 |
| D. Mikic         | 24 | 0  | 5  | 0 |
| P. Plucinski     | 25 | 2  | 5  | 0 |
| M. Rasp          | 11 | 0  | 1  | 0 |
| A. Safonov       | 23 | 1  | 4  | 1 |
| S. Salehi        | 1  | 0  | 0  | 1 |
| C. Sansar        | 1  | 0  | 0  | 0 |
| J. Schmidt       | 29 | 0  | 11 | 1 |
| J. Schröder      | 26 | 1  | 7  | 1 |
| P. Semlits       | 23 | 0  | 3  | 0 |
| G. Serrone       | 5  | 0  | 0  | 0 |